# Szimat Szörény, a szupereb
A Szimat Szörény, a szupereb vagy Szimat Szörény szimatol magyar televíziós filmsorozat, amelyet Jurek Kaminski rendezett. A zenéjét Oroszlán Gábor szerezte. Magyarországon a TV-1 mutatta be 1989. december 3-án.
A sorozat szereplőit a Karsai Pantomim Rt. tagjai játszották el, míg a karakterek hangját Kern András és Kútvölgyi Erzsébet szolgáltatta.

## Ismertető
A történet egy állatok által lakott világban játszódik, aminek lakója a Dogland Yardnál nyomozó kutya, Szimat Szörény. A sorozatban ő és főnöke, a robot Dobermann kapitány old meg különböző bűnügyeket.

## Epizódok
1. Aranybolhák - 1989. december 3.
2. Hermelin és naftalin - 1989. december 10.[2]
3. Az énekmester - 1989. december 17.[3]
4. A fejedelmi sonkacsont - 1989. december 23.[4]
5. A táncmester - 1989. december 24.[5]
6. Szegény árvák - 1989. december 31.[6]
7. Cserbenhagyó - 1990. január 7.[7]
8. Macskaszerelem - 1990. január 14.[8]
9. Bundazseb